# Aleksandr Maltsev
Cet article concerne un joueur de hockey sur glace. Pour le nageur artistique, voir Aleksandr Maltsev (natation synchronisée).
Temple de la renommée de l'IIHF : 1999
Temple de la renommée russe : 2012
Aleksandr Nikolaïevitch Maltsev - en russe Александр Николаевич Мальцев (né le 20 avril 1949 à Kirovo-Tchepetsk, en Union soviétique) est un joueur de hockey sur glace soviétique devenue russe.

## Carrière
Commençant sa carrière dans le championnat d'URSS en 1967 avec le HK Dinamo Moscou, il y passe toute sa carrière jusqu'en 1984.
Il remporte le titre de meilleur joueur soviétique en 1972 - avec Valeri Kharlamov - ainsi que celui de meilleur pointeur de la ligue en 1971 (56 points). Il fait également partie de l'équipe type du championnat soviétique en 1970, 1971, 1972, 1978, 1980 et 1981. Malgré tout, il ne parvient pas avec son équipe à gagner un seul championnat.
Il est un des joueurs les plus prolifiques de l'équipe d'URSS. Ainsi, dès sa première sélection en décembre 1968 lors d'un match amical contre le Canada, il inscrit un but dans un match international (victoire 8 à 1). Ce but est alors le premier d'une série de 212 buts, faisant de lui le meilleur buteur de l'histoire de l'équipe d'URSS. Il est également le joueur participant au plus grand nombre de matchs pour l'URSS avec 321 matchs.
Au cours de sa carrière internationale, il participe aux championnats du monde entre 1969 et 1983 gagnant neuf médailles d'or. Il joue également lors des Jeux olympiques d'hiver de 1972, 1976 et 1980 ramenant lors des deux premières éditions une médaille d'or et une d'argent en 1980.
Il participe également aux Coupes Canada 1976 et 1981.

## Statistiques

### Statistiques en club
| Saison  | Équipe           | Ligue   |     | PJ  | B   | A   | Pts | Pun |
| 1967-68 | HK Dinamo Moscou | URSS    | 23  | 9   | 2   | 11  | 4   |     |
| 1968-69 | HK Dinamo Moscou | URSS    | 42  | 26  |     | 26  |     |     |
| 1969-70 | HK Dinamo Moscou | URSS    | 42  | 32  |     | 32  |     |     |
| 1970-71 | HK Dinamo Moscou | URSS    | 37  | 36  | 20  | 56  | 8   |     |
| 1971-72 | HK Dinamo Moscou | URSS    | 26  | 20  | 11  | 31  | 14  |     |
| 1972-73 | HK Dinamo Moscou | URSS    | 27  | 20  | 16  | 36  | 30  |     |
| 1973-74 | HK Dinamo Moscou | URSS    | 32  | 25  | 22  | 47  | 14  |     |
| 1974-75 | HK Dinamo Moscou | URSS    | 32  | 18  | 16  | 34  | 28  |     |
| 1975-76 | HK Dinamo Moscou | URSS    | 29  | 28  | 19  | 47  | 0   |     |
| 1976-77 | HK Dinamo Moscou | URSS    | 33  | 31  | 27  | 58  | 4   |     |
| 1977-78 | HK Dinamo Moscou | URSS    | 24  | 17  | 12  | 29  | 22  |     |
| 1978-79 | HK Dinamo Moscou | URSS    | 8   | 2   | 3   | 5   | 0   |     |
| 1979-80 | HK Dinamo Moscou | URSS    | 36  | 11  | 28  | 39  | 10  |     |
| 1980-81 | HK Dinamo Moscou | URSS    | 38  | 14  | 28  | 42  | 8   |     |
| 1981-82 | HK Dinamo Moscou | URSS    | 37  | 19  | 22  | 41  | 6   |     |
| 1982-83 | HK Dinamo Moscou | URSS    | 32  | 14  | 15  | 29  | 0   |     |
| 1983-84 | HK Dinamo Moscou | URSS    | 32  | 7   | 15  | 22  | 6   |     |
| 1990-91 | Újpesti TE       | Hongrie | 13  | 8   | 12  | 20  |     |     |
| Totaux  | Totaux           | Totaux  | 530 | 329 | 256 | 585 | 154 |     |

### Statistiques en équipe nationale
| Année | Compétition                 |    | PJ | B  | A  | Pts | Pun                |  | Résultat |
| 1968  | Championnat d'Europe junior | 5  | 6  | 2  | 8  | 0   |                    |  |          |
| 1969  | Championnat d'Europe junior | 5  | 13 | 4  | 17 | 2   |                    |  |          |
| 1969  | Championnat du monde        | 10 | 5  | 6  | 11 | 0   | Médaille d'or      |  |          |
| 1970  | Championnat du monde        | 10 | 15 | 6  | 21 | 8   | Médaille d'or      |  |          |
| 1971  | Championnat du monde        | 10 | 10 | 6  | 16 | 2   | Médaille d'or      |  |          |
| 1972  | Championnat du monde        | 10 | 10 | 12 | 22 | 0   | Médaille d'argent  |  |          |
| 1973  | Championnat du monde        | 9  | 7  | 6  | 13 | 12  | Médaille d'or      |  |          |
| 1974  | Championnat du monde        | 10 | 6  | 4  | 10 | 2   | Médaille d'or      |  |          |
| 1975  | Championnat du monde        | 10 | 8  | 6  | 14 | 2   | Médaille d'or      |  |          |
| 1976  | Championnat du monde        | 5  | 3  | 3  | 6  | 0   | Médaille d'argent  |  |          |
| 1977  | Championnat du monde        | 8  | 1  | 9  | 10 | 2   | Médaille de bronze |  |          |
| 1978  | Championnat du monde        | 10 | 5  | 8  | 13 | 0   | Médaille d'or      |  |          |
| 1980  | Jeux olympiques             | 7  | 6  | 4  | 10 | 0   | Médaille d'argent  |  |          |
| 1981  | Championnat du monde        | 8  | 6  | 7  | 13 | 2   | Médaille d'or      |  |          |
| 1983  | Championnat du monde        | 8  | 1  | 3  | 4  | 0   | Médaille d'or      |  |          |

## Distinctions post-carrière
Maltsev est récompensé par des médailles soviétiques : Médaille du travail héroïque en 1972, Ordre de l'Insigne d'honneur en 1976 et Ordre du Drapeau rouge du Travail en 1978. Il est intronisé au temple de la renommée de la Fédération internationale de hockey sur glace en 1999.